# Закаспийский фронт (Гражданская война)
Закаспийский фронт — местный фронт Туркреспублики, образован 24 июля 1918 года решением правительства Туркреспублики для борьбы с белогвардейскими войсками Закаспийского временного правительства и английскими интервентами. Управление Закаспийским фронтом первоначально осуществлялось двумя выборными органами: военно-политическим и военно-оперативным штабами. В ноябре 1918 года создан единый штаб Закаспийского фронта, подчинённый фронтовому съезду. 17 апреля 1919 года образован РВС Закаспийского фронта, которому был подчинён преобразованный штаб фронта; была отменена выборная система, распущены полковые советы, во все части назначены политкомиссары, а при РВС создан политотдел.

## Состав
В состав Закаспийского фронта входили: несколько регулярных полков, отдельные местные формирования, отряды интернационалистов (3800 штыков, 740 сабель, 1 бронепоезд).

## Боевые действия
Войска Закаспийского фронта вели боевые действия на территории Закаспийской области, Хивинского ханства, в низовьях Амударьи, в конце июля 1918 года в районе Чарджуя, где отряды Закаспийского правительства пытались прорваться на соединение с войсками бухарского эмира. В результате боев белогвардейцы были отброшены на Юго-Запад, но в 1-й половине августа им удалось при поддержке резервов и британских войск закрепиться в районе Байрам-Али. В августе 1918 советские войска прорвали оборону противника, освободили Байрам-Али, Мерв, однако в дальнейшем им пришлось отойти на позиции у станции Равнина, в 150 км юго-западнее Чарджуя. Начавшееся 16 мая 1919 года наступление войск Закаспийского фронта против белогвардейской Туркестанской армии завершилось вновь овладением Байрам-Али и Мерва и выходом в июне 1919 года к станции Каахка. 3 июля 1919 года советские войска овладели Каахкой, а 9 июля освободили Асхабад. В связи с угрозой нападения басмаческих отрядов Джунаид-хана в августе 1919 года была образована Хивинская группа войск. Наступление Закаспийского фронта было приостановлено ввиду переброски части сил на Северо-Восточный фронт. 5 октября войска Закаспийского фронта возобновили наступление и в районе Кызыл-Арвата разгромили крупную группировку противника.
22 ноября 1919 года Закаспийский фронт преобразован в Закаспийскую армейскую группу, а все войска на красноводском направлении сведены в 1-ю Туркестанскую стрелковую дивизию.

## Командный состав
Председатели Президиума штаба фронта:
- Панасюк А. И. (11 октября — 26 декабря 1918);
- Волженский И. Д. (26 декабря 1918 — 10 января 1919);
- Паскуцкий Н. А. (10 января — 17 апреля 1919)[1]

Командующие:
- Иванов Б. Н. (24 июля 1918 — 9 мая 1919)
- Соколов А. П. (9 мая — 6 августа 1919)
- Тимошков С. П. (8 августа — 22 ноября 1919)

Председатели РВС:
- Паскуцкий Н. А. (17 апреля — 22 ноября 1919)

Члены РВС:
- Мжельский М,А. (17 апреля — 22 ноября 1919)